# غوفان (كارولاينا الجنوبية)
غوفان (بالإنجليزية: Govan, South Carolina)‏ هي بلدة أمريكية تقع في الولايات المتحدة في مقاطعة بامبرغ. يقدر عدد سكانها بـ 65 نسمة ومساحتها 1.9 كم2 وترتفع عن سطح البحر 73 متر.